# Great Saling
Great Saling è un villaggio e parrocchia civile dell'Inghilterra, appartenente alla contea dell'Essex.